# アウトリュコス (クレーター)
アウトリュコス(Autolycus)は雨の海の南東に位置する月のクレーターである。西側には同じくクレーターのアルキメデス (クレーター)があり、アウトリュコスはアルキメデスの約半分の大きさである。北側にはアリスティルスがあり、アルキメデスとアリスティルスのクレーターの周壁は月の海の中間まで伸びている。
一般的にはクレーターは円形であるが、アウトリュコスの端はいくらか不規則になっている。アウトリュコスの周壁は小さく、クレーターの中心は膨らんでいないが内部は不規則に凹凸がある。光条は400km以上に渡り、アルキメデスと重なっている。
月面探査機のルナ2号はアウトリュコスの縁のちょうど西南西に不時着したとされる。これは、不時着時の粉塵を見たハンガリーの天文学者の主張による。

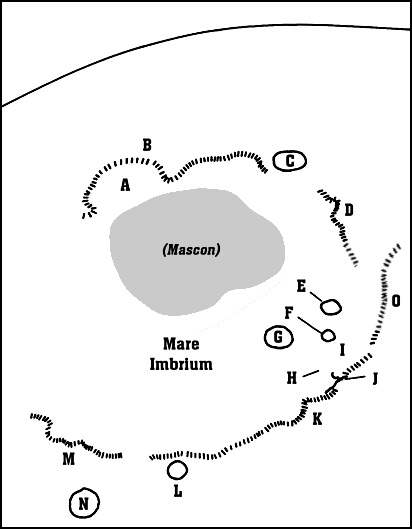
雨の海にある地物の詳細図。アウトリュコスはFの場所にある。

## 従属クレーター
アウトリュコスのごく近くにある小さな無名のクレーターについては、アルファベットを付加することによって識別される。
| 名称 | 月面緯度 | 月面経度 | 直径 |
| ---- | -------- | -------- | ---- |
| A    | 30.9° N  | 2.2° E   | 4 km |
| K    | 31.2° N  | 5.4° E   | 3 km |